# Kâzım Ayvaz
Pour les articles homonymes, voir Ayvaz.
Kâzim Ayvaz, né le 10 mars 1938 à Rize et mort le 19 janvier 2020, était un lutteur turc.
Kâzım Ayvaz commence à pratiquer la lutte en 1953, à l'âge de 15 ans, et connaît rapidement le succès chez les jeunes et les juniors. Contrairement à la plupart de ses compatriotes, qui privilégient la lutte libre, il se consacre exclusivement à la lutte gréco-romaine. Il appartient au club Istanbul Güres Ihtisas Kulübü à Fatih, Istanbul.
Il remporte son premier titre national en 1957, dans la catégorie des poids mi-moyens, ce qui lui permet d'être sélectionné pour des compétitions internationales. Il s'impose dès sa première participation aux championnats du monde, en 1958 à Budapest, alors qu'il n'a que vingt ans. Il a cependant un redoutable rival sur le plan national en la personne de Mithat Bayrak, double champion olympique dans la même catégorie de poids. Dominé par celui-ci lors des sélections pour les Jeux olympiques de Rome en 1960, Ayvaz doit se reporter sur la catégorie supérieure, celle des poids moyens, afin d'y participer. Il termine quatrième.
Il prend sa revanche quatre ans plus tard, à Tokyo, où il s'impose dans la catégorie des poids légers (63-70 kg). Entretemps, la Fédération internationale de lutte a en effet modifié la classification des catégories. Sa victoire constitue une relative surprise compte-tenu du résultat décevant obtenu aux championnats du monde l'année précédente.
Kâzım Ayvaz participe aux Jeux de Mexico en 1968 et met fin à sa carrière sportive en 1969, sans avoir remporté de nouveaux succès importants. Il devient entraîneur, en Suède notamment. Installé dans ce pays, il y meurt à l'âge de 81 ans. Il figure au Temple de la renommée de la Fédération internationale des luttes associées.